# 117712 Podmaniczky
117712 Podmaniczky este un asteroid din centura principală de asteroizi.

## Descriere
117712 Podmaniczky este un asteroid din centura principală de asteroizi. A fost descoperit pe 1 aprilie 2005 la Piszkesteto de Krisztián Sárneczky. Asteroidul prezintă o orbită caracterizată de o semiaxă mare de 2,43 ua, o excentricitate de 0,19 și o înclinație de 3,5° în raport cu ecliptica.